# Fußball-Regionalliga 1964/65
Die Fußball-Regionalliga 1964/65 war die zweite Saison dieser zweithöchsten Liga im Bereich des DFB.

## Nord

### Saisonverlauf
Der Tabellenfünfte der Premierenrunde 1963/64, Holstein Kiel, eröffnete die Hinrunde mit einem 22:0 Punktestart. Am 12. Spieltag, den 8. November 1964, riss die Serie, St. Pauli gewann vor 17.000 Zuschauern im Holstein-Stadion gegen die „Störche“ mit 2:1 Toren. Nach der Vorrunde stand Holstein Kiel souverän mit 28:4 Punkten auf Platz eins im Norden. Amateurnationalspieler Franz-Josef Hönig hatte sich als wertvolle Verstärkung erwiesen und der Jugendnationalspieler des Jahres 1962, Gerd Saborowski, schaffte den Durchbruch als Torjäger. St. Pauli folgte mit 23:9 Punkten nach der Vorrunde auf dem zweiten Rang und konnte diesen Platz auch bis zum Schlusstag am 9. Mai 1965 verteidigen. Altona 93 kam mit einer Rückrunde von 23:9 Punkten auf den 3. Rang, vor Arminia Hannover, das nach der Vorrunde (21:11 Punkte) noch vor der Mannschaft von Trainer Kurt Krause platziert war. Die Arminen, der junge Horst Witzler hatte das Traineramt neu angetreten, gewannen in der Rückrunde alle drei Heimspiele gegen Altona, Kiel und St. Pauli. Die drei verlorenen Spiele in Folge gegen Wolfsburg, Concordia und Hildesheim im Januar/Februar 1965 machten die Erfolge in den Spitzenspielen für die Mannschaft um Gerhard Elfert und Helmut Kafka wertlos. Trainer Fritz Rebell kam mit Aufsteiger Göttingen 05 auf Platz fünf. Im Abstiegskampf erhielt der VfV Hildesheim mit dem 3:1-Auswärtserfolg am Schlusstag, den 9. Mai 1965, bei St. Pauli, die Klasse gegen den punktgleichen Rivalen VfR Neumünster, der mit 0:2 Toren bei Concordia Hamburg verlor.
Die Torjägerliste wurde angeführt von Gerd Saborowski (Holstein Kiel) mit 34 Toren. Vereinskamerad Gerd Koll folgte mit 23 Treffern vor Ulrich Kallius von Altona 93 mit 21 Toren. Zur Runde 1965/66 wechselten in die Bundesliga:
- Arthur Dobat (VfB Oldenburg)
- Gerhard Elfert (Arminia Hannover)
- Helmut Kafka (Arminia Hannover)
- Manfred Podlich (Holstein Kiel)

### Abschlusstabelle
| Pl. | Verein                 | Sp. | S  | U | N  | Tore    | Diff. | Punkte |
| --- | ---------------------- | --- | -- | - | -- | ------- | ----- | ------ |
| 1.  | Holstein Kiel          | 32  | 24 | 4 | 4  | 094:410 | +53   | 52:12  |
| 2.  | FC St. Pauli (M)       | 32  | 17 | 8 | 7  | 079:450 | +34   | 42:22  |
| 3.  | Altona 93              | 32  | 17 | 7 | 8  | 069:450 | +24   | 41:23  |
| 4.  | SV Arminia Hannover    | 32  | 17 | 6 | 9  | 076:490 | +27   | 40:24  |
| 5.  | 1. SC Göttingen 05 (N) | 32  | 17 | 3 | 12 | 062:400 | +22   | 37:27  |
| 6.  | VfL Wolfsburg          | 32  | 12 | 8 | 12 | 053:560 | −3    | 32:32  |
| 7.  | Bremerhaven 93         | 32  | 11 | 9 | 12 | 046:550 | −9    | 31:33  |
| 8.  | ASV Bergedorf 85       | 32  | 14 | 2 | 16 | 061:620 | −1    | 30:34  |
| 9.  | SC Concordia Hamburg   | 32  | 13 | 4 | 15 | 044:570 | −13   | 30:34  |
| 10. | VfL Osnabrück          | 32  | 12 | 5 | 15 | 071:650 | +6    | 29:35  |
| 11. | VfB Lübeck             | 32  | 11 | 6 | 15 | 042:560 | −14   | 28:36  |
| 12. | SC Victoria Hamburg    | 32  | 10 | 8 | 14 | 052:730 | −21   | 28:36  |
| 13. | VfB Oldenburg          | 32  | 10 | 7 | 15 | 052:590 | −7    | 27:37  |
| 14. | SV Friedrichsort       | 32  | 9  | 9 | 14 | 041:590 | −18   | 27:37  |
| 15. | VfV Hildesheim         | 32  | 9  | 8 | 15 | 049:600 | −11   | 26:38  |
| 16. | VfR Neumünster         | 32  | 11 | 4 | 17 | 052:710 | −19   | 26:38  |
| 17. | Rasensport Harburg (N) | 32  | 6  | 6 | 20 | 039:890 | −50   | 18:46  |

| (M) | Regionalligameister Nord 1963/64 |
| (N) | Aufsteiger 1963/64               |

### Aufstiegsrunde zur Regionalliga Nord
Die Amateurmannschaften von Hannover 96 und Eintracht Braunschweig als Erster bzw. Zweiter aus Niedersachsen durften nicht an der Aufstiegsrunde teilnehmen. Es rückten die Tabellenvierten und -fünften SV Union Salzgitter bzw. TSR Olympia Wilhelmshaven nach.

#### Gruppe A
| Pl. | Verein                    | Sp. | S | U | N | Tore    | Quote | Punkte |
| --- | ------------------------- | --- | - | - | - | ------- | ----- | ------ |
| 1.  | Itzehoer SV               | 6   | 4 | 1 | 1 | 011:800 | 1,38  | 09:30  |
| 2.  | TSV Uetersen              | 6   | 2 | 2 | 2 | 012:110 | 1,09  | 06:60  |
| 3.  | TSR Olympia Wilhelmshaven | 6   | 2 | 1 | 3 | 008:700 | 1,14  | 05:70  |
| 4.  | TuS Celle                 | 6   | 2 | 0 | 4 | 013:180 | 0,72  | 04:80  |

#### Gruppe B
| Pl. | Verein              | Sp. | S | U | N | Tore    | Quote | Punkte |
| --- | ------------------- | --- | - | - | - | ------- | ----- | ------ |
| 1.  | Bremer SV           | 6   | 3 | 1 | 2 | 012:120 | 1,00  | 07:50  |
| 2.  | SV Union Salzgitter | 6   | 2 | 2 | 2 | 012:110 | 1,09  | 06:60  |
| 3.  | Heider SV           | 6   | 2 | 2 | 2 | 014:150 | 0,93  | 06:60  |
| 4.  | SC Sperber Hamburg  | 6   | 1 | 3 | 2 | 013:130 | 1,00  | 05:70  |

## Berlin

### Saisonverlauf
Zunächst spielten alle zehn Vereine in einer gemeinsamen Vor- und Rückrunde. Anschließend nahmen die besten fünf an der Meisterrunde, die letzten fünf an der Relegationsgruppe bzw. Abstiegsrunde teil.
Nach der gemeinsamen Vor- und Rückrunde mit 18 Spielen führte der Spandauer SV mit 32:4 Punkten, vor Tennis Borussia (29:7) und Tasmania 1900 mit 27:9 Punkten die Tabelle an. Am Tabellenende stand Blau-Weiß 90 mit 9:27 Punkten. In der Meisterrunde setzte sich Tennis-Borussia mit 13:3 Punkten durch – die Angriffsreihe mit Willi Kraus, Klaus Marquardt, Helmut Beekmann, Bernd Sobeck und Erhard Foit entschied in der entscheidenden Phase die Spiele – und kam mit insgesamt 42:10 Punkten zur Meisterschaft und damit zum Einzug in die Bundesliga-Aufstiegsrunde 1965. Spandau konnte die Form der ersten Gruppenphase nicht halten – keine Niederlage –, holte nur noch 9:7 Punkte und musste somit mit der Vizemeisterschaft vorliebnehmen, die aber nicht zur Teilnahme an der Bundesliga-Aufstiegsrunde berechtigte. Vorjahresmeister Tasmania Berlin konnte zwar in der Meisterrunde zulegen – die Blau-Weißen aus dem Südberliner Bezirk Neukölln holten 12:4 Punkte –, in der Abschlusstabelle landete „Tas“ aber auf dem dritten Rang.
Die Reinickendorfer Füchse gewannen die Relegationsspiele gegen Rapide Wedding und verblieben als Tabellenletzter auch in der Regionalliga Berlin.
Die Torjägerkrone holte sich zum zweiten Mal Mittelstürmer Heinz Fischer von Tasmania 1900 mit 25 Treffern. Auf den Rängen folgten Willi Kraus (TeBe) mit 23 und Klaus Triemer (BFC Südring) mit 19 Toren.
Durch den Lizenzentzug von Hertha BSC rückte unmittelbar vor Rundenbeginn 1965/66 Tasmania Berlin als Berliner Vertreter in die Bundesliga nach (der zweitplatzierte Verein Spandauer SV verzichtete auf den Aufstieg). Torjäger Heinz Fischer hatte aber bereits bei Eintracht Gelsenkirchen in der Regionalliga West unterschrieben und stand somit „Tas“ in der Bundesliga nicht zur Verfügung. Vom Berliner SV 1892 wurde Bernd Meißel und von Wacker 04 der Stürmer Ulrich Sand aus der Regionalliga Berlin verpflichtet.

### Vorrunde
| Pl. | Verein                 | Sp. | S  | U | N  | Tore    | Punkte |
| --- | ---------------------- | --- | -- | - | -- | ------- | ------ |
| 1.  | Spandauer SV           | 18  | 14 | 4 | 0  | 041:110 | 32:40  |
| 2.  | Tennis Borussia Berlin | 18  | 12 | 5 | 1  | 044:130 | 29:70  |
| 3.  | Tasmania Berlin        | 18  | 13 | 1 | 4  | 056:190 | 27:90  |
| 4.  | Wacker 04 Berlin       | 18  | 8  | 3 | 7  | 038:370 | 19:17  |
| 5.  | Berliner SV 92         | 18  | 7  | 3 | 8  | 022:360 | 17:19  |
| 6.  | Viktoria 89 Berlin (N) | 18  | 6  | 2 | 10 | 036:510 | 14:22  |
| 7.  | BFC Südring            | 18  | 3  | 6 | 9  | 028:450 | 12:24  |
| 8.  | Reinickendorfer Füchse | 18  | 4  | 3 | 11 | 018:390 | 11:25  |
| 9.  | Hertha Zehlendorf      | 18  | 3  | 4 | 11 | 023:370 | 10:26  |
| 10. | Blau-Weiß 90 Berlin    | 18  | 1  | 7 | 10 | 012:300 | 09:27  |

### Meisterrunde
| Pl. | Verein                 | Sp. | S  | U | N  | Tore    | Punkte |
| --- | ---------------------- | --- | -- | - | -- | ------- | ------ |
| 1.  | Tennis Borussia Berlin | 26  | 17 | 8 | 1  | 067:230 | 42:10  |
| 2.  | Spandauer SV           | 26  | 18 | 5 | 3  | 057:260 | 41:11  |
| 3.  | Tasmania Berlin (M)    | 26  | 18 | 3 | 5  | 082:290 | 39:13  |
| 4.  | Wacker 04 Berlin       | 26  | 9  | 4 | 13 | 049:590 | 22:30  |
| 5.  | Berliner SV 92         | 26  | 8  | 4 | 14 | 028:610 | 20:32  |

### Abstiegsrunde
| Pl. | Verein                 | Sp. | S | U  | N  | Tore    | Punkte |
| --- | ---------------------- | --- | - | -- | -- | ------- | ------ |
| 6.  | BFC Südring Berlin     | 26  | 7 | 8  | 11 | 054:610 | 22:30  |
| 7.  | Blau-Weiß 90 Berlin    | 26  | 6 | 10 | 10 | 027:380 | 22:30  |
| 8.  | Hertha Zehlendorf      | 26  | 6 | 6  | 14 | 033:500 | 18:34  |
| 9.  | Viktoria 89 Berlin (N) | 26  | 7 | 3  | 16 | 047:690 | 17:35  |
| 10. | Reinickendorfer Füchse | 26  | 6 | 5  | 15 | 028:560 | 17:35  |

| (M) | Regionalligameister Berlin 1963/64            |
| (N) | Aufsteiger aus der Amateurliga Berlin 1963/64 |

## West

### Saisonverlauf
In die zweite Saison Regionalliga West gingen 18 Mannschaften. Als Favoriten galten der Bundesligaabsteiger Preußen Münster, die in der Aufstiegsrunde gescheiterten Teams aus Aachen und Wuppertal, der Vorjahresdritte Fortuna Düsseldorf sowie Arminia Bielefeld, das sich durch Uwe Erich, Ulrich Kohn und Gustav Walenciak verstärkt hatte. 
In den Blickpunkt der Saison schob sich Borussia Mönchengladbach mit ihrem neuen Trainer Hennes Weisweiler. Vor Saisonbeginn waren die Abgänge Heinz Crawatzo (Schalke 04; Bundesliga), Horst-Dieter Höttges (Werder Bremen; Bundesliga), Ulrich Kohn (Arminia Bielefeld; Regionalliga West) und Karl-Heinz Mülhausen (Hannover 96; Bundesliga) zu kompensieren. Als Neuzugänge verpflichtete Weisweiler die Amateure Bernd Rupp (SV Wiesbaden) und Werner Waddey (1. FC Mönchengladbach); außerdem konnte er den ein Jahr durch Wechselsperre ruhenden Jupp Heynckes von Grün-Weiß Holt ins Rennen schicken. Nach 12 Spieltagen hatte die Mannschaft mit 22:2 Punkten und bemerkenswerten 41:12 Toren bereits die Tabellenspitze inne. Erst am 13. Spieltag kassierte man mit 0:2 auf dem Aachener Tivoli die erste Niederlage. Nach der Hinrunde führte BMG mit 27:7 Punkten die Tabelle vor Aachen (26:8), Düsseldorf (23:11), Oberhausen (23:11) und Viktoria Köln mit 22:12 Punkten an.  
Die vor der Runde als Mitfavoriten gehandelten Arminen aus Bielefeld lagen da bereits abgeschlagen mit 16:18 Punkten auf dem neunten Rang. In der Rückrunde holte Bielefeld aber mit 23:11 Punkten die gleichen Zähler wie der Vorjahresmeister aus Aachen und schob sich damit noch auf den fünften Rang vor.  
RW Oberhausen, der Tabellensiebte des Vorjahres, kam auf den vierten Rang und hatte mit Hans Siemensmeyer ein herausragendes Talent im Mittelfeld.  
Die Mannschaft von Trainer Kuno Klötzer, Fortuna Düsseldorf, spielte wieder um die Meisterschaft mit, am Ende sprang für das Team um Torjäger Peter Meyer wiederum der undankbare dritte Platz heraus.  
Westfalia Herne (Hinrunde 11:23 Punkte und damit 17.) steigerte sich in der Rückrunde enorm, kam auf 20:14 Zähler und damit noch auf den zwölften Tabellenplatz. Bei Herne hatte sich der Verlust von Jürgen Bandura, Hans Cieslarczyk und Alfred Pyka zu Beginn der Runde leistungsmäßig deutlich ausgewirkt. 
Die Tivoli-Mannschaft aus Aachen zog als Vizemeister erneut in die Bundesligaaufstiegsrunde ein. Da Mönchengladbach aus den letzten vier Begegnungen 7:1 Punkte holte, Aachen lediglich 4:4 Punkte erreichte, wurde die Elf vom Bökelberg mit drei Punkten Vorsprung vor dem Titelverteidiger neuer Meister der Regionalliga West. Der Angriff mit Herbert Laumen, Jupp Heynckes, Bernd Rupp, Günter Netzer und Werner Waddey wurde zu einem Begriff für Angriffsschwung, Kombinationsfreude und Tore. Erstligareif war auch der Zuschauerzahl am Bökelberg: 23.000 Zuschauer im Schnitt. 
Am Tabellenende konnte Aufsteiger Homberger SV, der nach der Vorrunde noch mit 12:22 Punkten auf Platz 16 lag, nicht die Klasse halten. Erst nach 329 Minuten glückte dem Team das erste Tor in der neuen Liga. Insgesamt erwies sich die Spielerdecke als zu dünn, Verletzungspech und Platzverweise taten ein Übriges. Zudem war das neue Rheinstadion noch nicht fertig; man musste die ersten Heimspiele im benachbarten Meerbusch austragen.
Die Torjägerliste führten an:
- Bernd Rupp (Mönchengladbach) 25 Tore
- Peter Meyer (Düsseldorf) 25 Tore
- Jupp Heynckes (Mönchengladbach) 24 Tore
- Günter Netzer (Mönchengladbach) 17 Tore
- Manfred Fallisch (RW Essen) 16 Tore
- Ulrich Kohn (Bielefeld) 16 Tore

In die Fußball-Bundesliga zur Runde 1965/66 wechselten die Spieler:
- Hans Siemensmeyer (RW Oberhausen)
- Karl-Heinz Wirth (Hamborn 07)
- Werner Görts (Bayer Leverkusen)
- Manfred Pohlschmidt (Preußen Münster)
- Hans-Otto Peters (Bayer Leverkusen)
- Manfred Rummel (Eintracht Duisburg)
- Heinz Pliska (Hamborn 07)
- Rolf Lendzian (RW Oberhausen)
- Hans-Jürgen Bäsler (Arminia Bielefeld)

### Abschlusstabelle
| Pl. | Verein                      | Sp. | S  | U  | N  | Tore    | Diff. | Punkte |
| --- | --------------------------- | --- | -- | -- | -- | ------- | ----- | ------ |
| 1.  | Borussia Mönchengladbach    | 34  | 23 | 6  | 5  | 092:390 | +53   | 52:16  |
| 2.  | Alemannia Aachen (M)        | 34  | 21 | 7  | 6  | 069:230 | +46   | 49:19  |
| 3.  | Fortuna Düsseldorf          | 34  | 18 | 7  | 9  | 071:380 | +33   | 43:25  |
| 4.  | Rot-Weiß Oberhausen         | 34  | 17 | 8  | 9  | 055:350 | +20   | 42:26  |
| 5.  | Arminia Bielefeld           | 34  | 15 | 9  | 10 | 068:520 | +16   | 39:29  |
| 6.  | Wuppertaler SV              | 34  | 14 | 8  | 12 | 054:520 | +2    | 36:32  |
| 7.  | Rot-Weiss Essen             | 34  | 14 | 6  | 14 | 056:530 | +3    | 34:34  |
| 8.  | Preußen Münster (A)         | 34  | 13 | 7  | 14 | 050:480 | +2    | 33:35  |
| 9.  | Schwarz-Weiß Essen          | 34  | 10 | 13 | 11 | 058:590 | −1    | 33:35  |
| 10. | SC Viktoria Köln            | 34  | 14 | 5  | 15 | 041:480 | −7    | 33:35  |
| 11. | Eintracht Duisburg          | 34  | 10 | 12 | 12 | 041:530 | −12   | 32:36  |
| 12. | Westfalia Herne             | 34  | 13 | 5  | 16 | 045:560 | −11   | 31:37  |
| 13. | Eintracht Gelsenkirchen (N) | 34  | 10 | 10 | 14 | 046:570 | −11   | 30:38  |
| 14. | Hamborn 07                  | 34  | 9  | 11 | 14 | 049:680 | −19   | 29:39  |
| 15. | TSV Marl-Hüls               | 34  | 10 | 8  | 16 | 036:590 | −23   | 28:40  |
| 16. | Bayer 04 Leverkusen         | 34  | 8  | 10 | 16 | 048:550 | −7    | 26:42  |
| 17. | STV Horst-Emscher           | 34  | 6  | 10 | 18 | 033:790 | −46   | 22:46  |
| 18. | Homberger SV (N)            | 34  | 6  | 8  | 20 | 024:620 | −38   | 20:48  |

| (M) | Regionalligameister West 1963/64        |
| (A) | Absteiger aus der Bundesliga 1963/64    |
| (N) | Aufsteiger aus der Verbandsliga 1963/64 |

### Aufstiegsrunde zur Regionalliga West
Die Aufstiegsrunde entfiel, weil der Mittelrheinmeister 1. FC Köln Amateure nicht aufstiegsberechtigt ist und keine andere Mannschaft einen Lizenzantrag für die Regionalliga gestellt hatte. Daher stiegen Westfalenmeister VfL Bochum und Niederrheinmeister VfB Bottrop kampflos auf.

## Südwest

### Saisonverlauf
Der Bundesligaabsteiger 1. FC Saarbrücken setzte sich im Südwesten als Meister durch. Im heimischen Ludwigsparkstadion legte er mit 33:1 Punkten dafür die Grundlage. In der Offensive waren sie den Konkurrenten aus Worms, Trier und dem Lokalrivalen Saar 05 klar überlegen. Der Vizemeister Worms führte nach dem zwölften Spieltag die Tabelle noch mit 21:3 Punkten an. Wormatia verlor aber dann das folgende Auswärtsspiel beim 1. FC Saarbrücken mit 1:2 Toren und eröffnete somit den Saarländern wieder den Anschluss. Die Wormser bauten auf die beste Abwehr. Nur 24 Gegentreffer in 34 Verbandsspielen ließ die Abwehr um Torhüter Slavko Stojanovic zu; in 17 Heimspielen konnten die gegnerischen Sturmreihen nur neun Treffer anbringen. Beim 1. FC Saarbrücken wurde während der Runde der Trainer gewechselt: Für Helmut Schneider übernahm der saarländische Verbandstrainer Jupp Derwall. Die Sportfreunde Saarbrücken hatten sportlich mit dem Abgang des jungen Torjägers Johannes Löhr zu kämpfen und zogen sich aus finanziellen Gründen nach der Runde aus der Regionalliga zurück. In Ludwigshafen hatte es vor Rundenbeginn eine Fusion zwischen Phönix und TuRa gegeben mit dem Ergebnis der Geburt des SV Südwest Ludwigshafen. Südwest belegte den fünften Platz. Beim Vizemeister des Vorjahres, dem FK Pirmasens, gab es zu viele Niederlagen (12) und dadurch Turbulenzen auf der Trainerbank. Kurt Sommerlatt löste Alfred Preißler ab. Dem VfR Kaiserslautern nutzten auch die zwei Erfolge am Rundenschluss gegen Bellheim und Spfr. Saarbrücken nichts mehr, die Elf vom Erbsenberg stieg zusammen mit Germania Metternich in das Amateurlager ab.
Der Stürmerneuzugang beim 1. FC Saarbrücken, Emil Poklitar, holte sich mit 27 Treffern die Torschützenkrone im Südwesten. Hans-Erwin Volberg (FKP) mit 26 und Fritz Altmeyer (SV Saar 05) mit 24 Toren folgten dicht dahinter.
Zur Runde 1965/66 unterschrieben die Spieler Hugo Dausmann (FKP) und Dieter Bedürftig (Worms) Verträge in der Bundesliga.

### Abschlusstabelle
| Pl. | Verein                   | Sp. | S  | U  | N  | Tore    | Diff. | Punkte |
| --- | ------------------------ | --- | -- | -- | -- | ------- | ----- | ------ |
| 1.  | 1. FC Saarbrücken (A)    | 34  | 27 | 4  | 3  | 092:330 | +59   | 58:10  |
| 2.  | VfR Wormatia Worms       | 34  | 20 | 10 | 4  | 064:240 | +40   | 50:18  |
| 3.  | Eintracht Trier          | 34  | 21 | 6  | 7  | 067:270 | +40   | 48:20  |
| 4.  | SV Saar 05 Saarbrücken   | 34  | 20 | 6  | 8  | 069:330 | +36   | 46:22  |
| 5.  | SV Südwest Ludwigshafen  | 34  | 18 | 6  | 10 | 064:440 | +20   | 42:26  |
| 6.  | TuS Neuendorf            | 34  | 18 | 6  | 10 | 068:530 | +15   | 42:26  |
| 7.  | FK Pirmasens             | 34  | 19 | 3  | 12 | 076:440 | +32   | 41:27  |
| 8.  | Ludwigshafener SC        | 34  | 14 | 8  | 12 | 056:500 | +6    | 36:32  |
| 9.  | SpVgg Weisenau           | 34  | 13 | 6  | 15 | 056:730 | −17   | 32:36  |
| 10. | Phönix Bellheim          | 34  | 10 | 10 | 14 | 040:510 | −11   | 30:38  |
| 11. | 1. FSV Mainz 05          | 34  | 12 | 4  | 18 | 055:640 | −9    | 28:40  |
| 12. | VfR Frankenthal          | 34  | 9  | 9  | 16 | 054:640 | −10   | 27:41  |
| 13. | BSC Oppau                | 34  | 11 | 5  | 18 | 053:690 | −16   | 27:41  |
| 14. | SV 06 Völklingen         | 34  | 10 | 6  | 18 | 054:710 | −17   | 26:42  |
| 15. | TSC Zweibrücken          | 34  | 10 | 3  | 21 | 053:820 | −29   | 23:45  |
| 16. | Sportfreunde Saarbrücken | 34  | 8  | 5  | 21 | 036:720 | −36   | 21:47  |
| 17. | VfR Kaiserslautern       | 34  | 6  | 6  | 22 | 032:790 | −47   | 18:50  |
| 18. | Germania Metternich (N)  | 34  | 4  | 9  | 21 | 026:820 | −56   | 17:51  |

| (A) | Absteiger aus der Bundesliga 1963/64      |
| (N) | Aufsteiger aus der 1. Amateurliga 1963/64 |

### Aufstiegsrunde zur Regionalliga Südwest
| Pl. | Verein              | Sp. | S | U | N | Tore    | Quote | Punkte |
| --- | ------------------- | --- | - | - | - | ------- | ----- | ------ |
| 1.  | SV Alsenborn        | 4   | 2 | 2 | 0 | 012:400 | 3,00  | 06:20  |
| 2.  | SpVgg Bendorf       | 4   | 1 | 2 | 1 | 005:500 | 1,00  | 04:40  |
| 3.  | SV Ludweiler-Warndt | 4   | 1 | 0 | 3 | 003:110 | 0,27  | 02:60  |

## Süd

### Saisonverlauf
Im Süden holte sich der FC Bayern München die Meisterschaft vor der Mannschaft von Trainer Georg Wurzer, dem SSV Reutlingen. Nimmt man das Torverhältnis zur Hand, der FC Bayern erzielte 146 Treffer und stellte mit Rainer Ohlhauser und Gerd Müller die beiden treffsichersten Schützen in der Saison, so ist der Vorsprung des Teams von Trainer Zlatko Čajkovski mit drei Punkten überraschend knapp zu der Elf vom Stadion an der Kreuzeiche. 59 Treffer mehr als der Vizemeister Reutlingen hatten die Münchner vorzuweisen, daneben auch noch die beste Abwehr der Liga mit nur 32 Gegentreffern in 36 Rundenspielen. Kickers Offenbach mit Trainer Radoslav Momirski erzielte zwar neben dem neuen Meister mit 91 Toren die meisten Treffer, kassierte aber mit 63 Gegentreffern zu viele, um München und Reutlingen von den Spitzenplätzen verdrängen zu können. Die Reutlinger gaben die Tabellenführung erst am 17. Spieltag durch ihre 0:1-Niederlage beim FSV Frankfurt an Bayern München ab. Am 18. Oktober 1964 debütierte Gerd Müller im Angriff des FC Bayern beim 11:2-Auswärtserfolg im Möslestadion gegen den Freiburger FC. Damit vervollständigte sich die legendäre Achse mit Sepp Maier (Tor), Franz Beckenbauer (Libero) und Gerd Müller (Mittelstürmer). Die beiden Spitzenduelle gewann München jeweils klar mit 5:0 und 3:0 Toren gegen die Mannschaft vom Fuß der Achalm. Einen dramatischen Absturz erlebten Schwaben Augsburg – der Vierte des Vorjahres landete auf Platz 16. und damit unmittelbar vor den Abstiegsplätzen – und die TSG Ulm 1846. Die „Spatzen“ stiegen ohne den zu Hertha BSC gewechselten Nationaltorhüter Wolfgang Fahrian als 18. gemeinsam mit den Neulingen Wacker München und FC Emmendingen in die Amateurliga ab. Die Südbadener waren in den 36 Verbandsspielen mit nur einem Sieg und 158 Gegentreffern völlig überfordert.
Die Torjägerliste wurde von Rainer Ohlhauser mit 42 Treffern angeführt. Gerd Müller folgte mit 33 Toren vor Mittelstürmer Rudolf Bast vom VfR Mannheim mit 32 Treffern.
In die Fußball-Bundesliga zur Runde 1965/66 wechselten die Spieler:
- Rudolf Bast (VfR Mannheim)
- Horst Grunenberg (1. FC Pforzheim)
- Sigfried Held (Kickers Offenbach)
- Peter Kunter (Freiburger FC)
- Oskar Lotz (Kickers Offenbach)

### Abschlusstabelle
| Pl. | Verein                | Sp. | S  | U  | N  | Tore    | Diff. | Punkte |
| --- | --------------------- | --- | -- | -- | -- | ------- | ----- | ------ |
| 1.  | FC Bayern München     | 36  | 24 | 7  | 5  | 146:320 | +114  | 55:17  |
| 2.  | SSV Reutlingen        | 36  | 23 | 6  | 7  | 087:450 | +42   | 52:20  |
| 3.  | Kickers Offenbach     | 36  | 19 | 10 | 7  | 091:630 | +28   | 48:24  |
| 4.  | SV Waldhof Mannheim   | 36  | 19 | 8  | 9  | 074:500 | +24   | 46:26  |
| 5.  | KSV Hessen Kassel (M) | 36  | 17 | 6  | 13 | 074:520 | +22   | 40:32  |
| 6.  | VfR Mannheim          | 36  | 15 | 10 | 11 | 066:530 | +13   | 40:32  |
| 7.  | Stuttgarter Kickers   | 36  | 15 | 10 | 11 | 069:590 | +10   | 40:32  |
| 8.  | SpVgg Fürth           | 36  | 16 | 7  | 13 | 072:620 | +10   | 39:33  |
| 9.  | FC Bayern Hof         | 36  | 16 | 4  | 16 | 065:580 | +7    | 36:36  |
| 10. | FSV Frankfurt         | 36  | 15 | 6  | 15 | 052:590 | −7    | 36:36  |
| 11. | Freiburger FC         | 36  | 11 | 13 | 12 | 060:680 | −8    | 35:37  |
| 12. | ESV Ingolstadt        | 36  | 13 | 8  | 15 | 055:650 | −10   | 34:38  |
| 13. | 1. FC Pforzheim       | 36  | 13 | 7  | 16 | 047:610 | −14   | 33:39  |
| 14. | Darmstadt 98 (N)      | 36  | 11 | 11 | 14 | 049:660 | −17   | 33:39  |
| 15. | FC Schweinfurt 05     | 36  | 14 | 4  | 18 | 049:550 | −6    | 32:40  |
| 16. | TSV Schwaben Augsburg | 36  | 11 | 8  | 17 | 061:730 | −12   | 30:42  |
| 17. | FC Wacker München (N) | 36  | 10 | 7  | 19 | 054:860 | −32   | 27:45  |
| 18. | TSG Ulm 1846          | 36  | 9  | 6  | 21 | 053:900 | −37   | 24:48  |
| 19. | FC Emmendingen (N)    | 36  | 1  | 2  | 33 | 031:158 | −127  | 04:68  |

| (M) | Regionalligameister Süd 1963/64 |
| (N) | Aufsteiger 1963/64              |

### Aufstiegsrunde zur Regionalliga Süd
Der SC Opel Rüsselsheim als Meister der 1. Amateurliga Hessen und die SpVgg Weiden, als Meister der Bayernliga stiegen direkt in die Regionalliga Süd auf. Die Meister der 1. Amateurligen: Südbaden, Nordbaden, Nordwürttemberg und Schwarzwald-Bodensee spielten in einer Aufstiegsrunde den dritten Aufsteiger aus. Den Aufstieg schaffte der VfR Pforzheim.
| Pl. | Verein                 | Sp. | S | U | N | Tore    | Diff. | Punkte |
| --- | ---------------------- | --- | - | - | - | ------- | ----- | ------ |
| 1.  | VfR Pforzheim          | 6   | 0 | 0 | 0 | 017:700 | +10   | 09:30  |
| 2.  | Sportfreunde Esslingen | 6   | 0 | 0 | 0 | 013:100 | +3    | 08:40  |
| 3.  | SC Freiburg            | 6   | 0 | 0 | 0 | 007:140 | −7    | 05:70  |
| 4.  | FV Ebingen             | 6   | 0 | 0 | 0 | 010:160 | −6    | 02:10  |

## Aufstiegsrunde zur Bundesliga
Die Gruppenspiele fanden vom 29. Mai bis 26. Juni statt.

### Qualifikationsspiele
| Datum        |                | Ergebnis        |                | Ort, Zuschauer                                          |
| ------------ | -------------- | --------------- | -------------- | ------------------------------------------------------- |
| 16. Mai 1965 | FC St. Pauli   | 1:0             | SSV Reutlingen | Hamburg, Stadion am Millerntor, 17.000 Zuschauer        |
| 23. Mai 1965 | SSV Reutlingen | 4:1 n. V. (2:1) | FC St. Pauli   | Reutlingen, Stadion an der Kreuzeiche, 12.000 Zuschauer |
| Gesamt:      | FC St. Pauli   | 2:4             | SSV Reutlingen |                                                         |

SSV Reutlingen qualifiziert für die Gruppenspiele.

### Gruppe 1
Durch den 5:1-Auswärtserfolg am Starttag bei Wormatia Worms unterstrich der Westmeister Mönchengladbach seine Ambitionen zum Aufstieg in die Fußball-Bundesliga. Die „Fohlen“ ließen 5:1 Punkte aus den nächsten Spielen gegen Kiel und den zwei unmittelbar folgenden Spielen gegen Reutlingen folgen und standen nach vier Begegnungen mit 7:1 Punkten sicher an der Spitze der Gruppe 1. Der 7:0-Heimsieg gegen Reutlingen am 16. Juni entschied das Aufstiegsrennen. Somit konnte Gladbach auch die 1:3 Minuspunkte aus den letzten zwei Spielen unbeschadet überstehen.
Die zum Einsatz gekommenen Spieler von Mönchengladbach in der Aufstiegsrunde:
Manfred Orzessek, Walter Wimmer, Arno Ernst, Albert Jansen, Egon Milder, Heinz Lowin, Herbert Laumen, Jupp Heynckes, Bernd Rupp, Günter Netzer, Werner Waddey, Rudolf Pöggeler.

#### Abschlusstabelle
| Pl. | Verein                   | Sp. | S | U | N | Tore    | Diff. | Punkte |
| --- | ------------------------ | --- | - | - | - | ------- | ----- | ------ |
| 1.  | Borussia Mönchengladbach | 6   | 3 | 2 | 1 | 017:700 | +10   | 08:40  |
| 2.  | SSV Reutlingen 05        | 6   | 2 | 3 | 1 | 008:110 | −3    | 07:50  |
| 3.  | Holstein Kiel            | 6   | 2 | 2 | 2 | 012:900 | +3    | 06:60  |
| 4.  | Wormatia Worms           | 6   | 1 | 1 | 4 | 007:170 | −10   | 03:90  |

### Gruppe 2
Alemannia Aachen scheiterte zum zweiten Mal in den Aufstiegsspielen. War es im ersten Jahr Hannover 96, machte jetzt Bayern München die Aufstiegsambitionen der Tivoli-Elf zunichte. Am dritten Spieltag gewann Bayern München das Heimspiel gegen Aachen mit 2:1 Toren, holte ein 1:1-Unentschieden drei Tage später im Rückspiel und kanterte in den letzten zwei Begegnungen den 1. FC Saarbrücken mit 5:0 und Tennis Borussia Berlin mit 8:0 Toren aus. Mit 18:3 Toren und 9:3 Punkten zogen die Münchner in die Fußball-Bundesliga ein.
Die zum Einsatz gekommenen Spieler des FC Bayern München:
Sepp Maier, Adolf Kunstwadl, Werner Olk, Jakob Drescher, Franz Beckenbauer, Peter Kupferschmidt, Rudolf Nafziger, Rainer Ohlhauser, Gerd Müller, Rudolf Grosser, Dieter Brenninger, Karl Borutta, Dieter Koulmann.

#### Abschlusstabelle
| Pl. | Verein                 | Sp. | S | U | N | Tore    | Diff. | Punkte |
| --- | ---------------------- | --- | - | - | - | ------- | ----- | ------ |
| 1.  | FC Bayern München      | 6   | 4 | 1 | 1 | 018:300 | +15   | 09:30  |
| 2.  | 1. FC Saarbrücken      | 6   | 3 | 0 | 3 | 012:130 | −1    | 06:60  |
| 3.  | Alemannia Aachen       | 6   | 2 | 2 | 2 | 011:120 | −1    | 06:60  |
| 4.  | Tennis Borussia Berlin | 6   | 1 | 1 | 4 | 010:230 | −13   | 03:90  |